# 孫協志

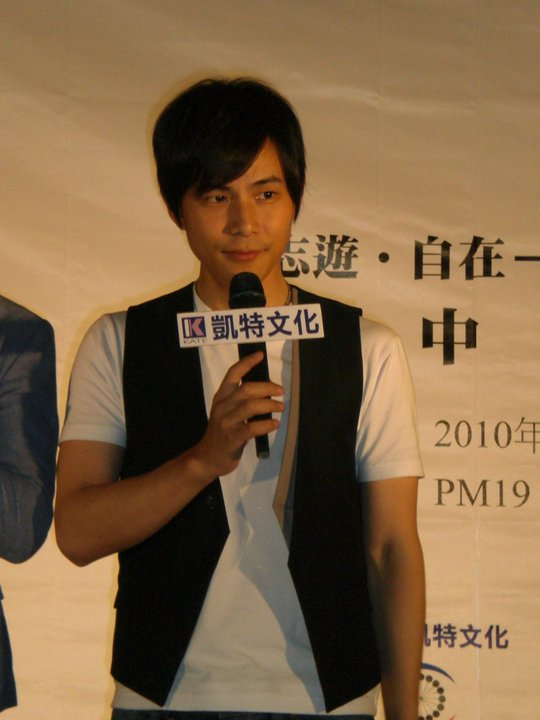
孫 協志

孫 協志（スン・シェーチー、英語名：トニー・スン、1978年2月20日 - ）は台湾の歌手、俳優。台湾を代表するアイドルグループ5566のリーダー。王仁甫（ザックス・ワン）とともに5566のメインを務める。5566の中では、元演歌歌手の出身という、珍しい経歴の持ち主。

## プロフィール
高雄市出身。10代後半から台湾語による演歌を歌い続け、歌手デビューも果たし歌手生活は順調だった。しかし2年の兵役を終えた後、芸能界に復帰するも以前に比べ知名度はすっかり落ち、各芸能事務所を回り売り込みをしたものの仕事が取れず、長い下積み生活が続いた。
芸能事務所を回っていた折に、偶然出会った現在の喬傑立の孫社長の目にとまり、孫氏が構想していた台湾版ジャニーズの創設に賛同、出来たばかりの芸能事務所、喬傑立に所属しマルチタレントの道を目指す。その後、孫社長から与えられた台湾各地を紹介する番組の司会を担当。5566に参加してからは人気はさらに上昇し、現在に至る。
2006年7月、日本、韓国、台湾の芸能人による、野球の親善試合の後に行われたコンサートにおいて、SMAPの歌を参加者全員で合唱中、停電によるアクシデントで音楽が中断されるも、アカペラで歌い続けた。語学は、中国語、台湾語の他、日本語も得意で、2005年3月に、大竹まこと、山口もえ、笑福亭笑瓶などによる台湾を特集した番組に出た際、5566メンバーを日本語で紹介、SMAPの歌を披露した（ちなみに5566シンガポールコンサートではSMAPのらいおんハートを流暢な日本語で歌った）。
哈日族としても知られ、日本のプロ野球、巨人軍のファンであり、東京ドームへ過去に十数回、観戦で訪れている。
2025年3月3日、夏宇童と入籍した。

## ドラマ
- 2002年：MVP情人
- 2003年：西街少年〜Westside Story〜
- 2005年：格鬥天王